# Ein Fall für zwei: Wer Gewalt sät…
Wer Gewalt sät... ist der Titel der 57. Episode der Krimiserie Ein Fall für zwei mit Günter Strack und Claus Theo Gärtner in den Hauptrollen.

## Handlung
Der Afrikaner Ulombe bittet den Rechtsanwalt Dr. Renz, Anzeige gegen die Firma Remmler Elektronik zu erstatten, da das Unternehmen in Waffengeschäfte verwickelt sei. Renz verweist ihn an den Privatdetektiv Josef Matula, der die Hintergründe dessen ermitteln soll. Drei Wochen zuvor war in der Firma eine Briefbombe explodiert.
Abends sucht Ulombe das Unternehmen auf und wird dabei vom Betreiber einer benachbarten Imbissbude beobachtet. Dieser sowie die hinzukommende Erika Remmler hören kurz darauf drei Schüsse im Gebäude. Als Ulombe die Firma kurz darauf durch den Haupteingang verlässt, wird er von dem Gastronom und dessen Sohn überwältigt und der Polizei übergeben. Erika Remmler identifiziert die getötete Person trotz des stark entstellten Gesichts als ihren Ehemann Rüdiger.
Renz sucht Ulombe tags darauf im Gefängnis auf, wo dieser aufgrund einer Beruhigungsspritze zu keiner Aussage fähig ist. Der für den Fall zuständige Staatsanwalt berichtet Renz, dass außer Ulombe und dem Toten zur Tatzeit niemand im Gebäude gewesen sei.
Ulombe berichtet am nächsten Tag gegenüber Dr. Renz, dass er von einem ihm unbekannten Mann am Abend in die Firma beordert worden sei. Während Renz ihm glaubt, ist Matula skeptisch.
Als Renz Erika Remmler aufsucht, wird er Zeuge einer Auseinandersetzung zwischen dieser und ihrer Tochter Julia. Matula fotografiert die beiden sowie die weiteren Trauergäste später heimlich auf der Beerdigung. Ulombe erkennt die ihm nach wie vor unbekannte Person auf den Aufnahmen allerdings nicht wieder. Julia Remmler bestätigt gegenüber Matula, dass ihr alle Anwesenden bekannt seien. Ein guter Bekannter ihres Vaters namens Urs Liebholz habe allerdings gefehlt. Auf ihn passt die von Ulombe abgegebene Beschreibung. Es handelt sich bei ihm um einen Anteilseigner des Unternehmens.
Matula verfolgt Erika Remmler zum Flugplatz Egelsbach, wo diese sich mit ihrem Ehemann trifft, der seinen Tod lediglich vorgetäuscht hatte. Julia Remmler bestätigt dies fassungslos, als sie die von Matula angefertigten Beweisfotos gezeigt bekommt. Ulombe stellt anhand dieser Aufnahmen fest, dass Rüdiger Remmler der unbekannte Mann sei, der ihn am Abend des Mordes in die Firma beordert habe.
Julia Remmler stellt gemeinsam mit Renz und Matula ihre Mutter zur Rede. Diese behauptet, dass es sich bei dem fotografierten Mann um Urs Liebholz handele. Für Matula und Renz überraschend pflichtet Julia ihrer Mutter zunächst bei. Rüdiger Remmler taucht jedoch schließlich persönlich auf und gibt zu, Urs Liebholz ermordet und seinen eigenen Tod in Absprache mit seiner Frau vorgetäuscht zu haben. Liebholz sei der Versender der Briefbombe gewesen und habe zudem geplant, Ulombe zu töten.

## Hintergrund

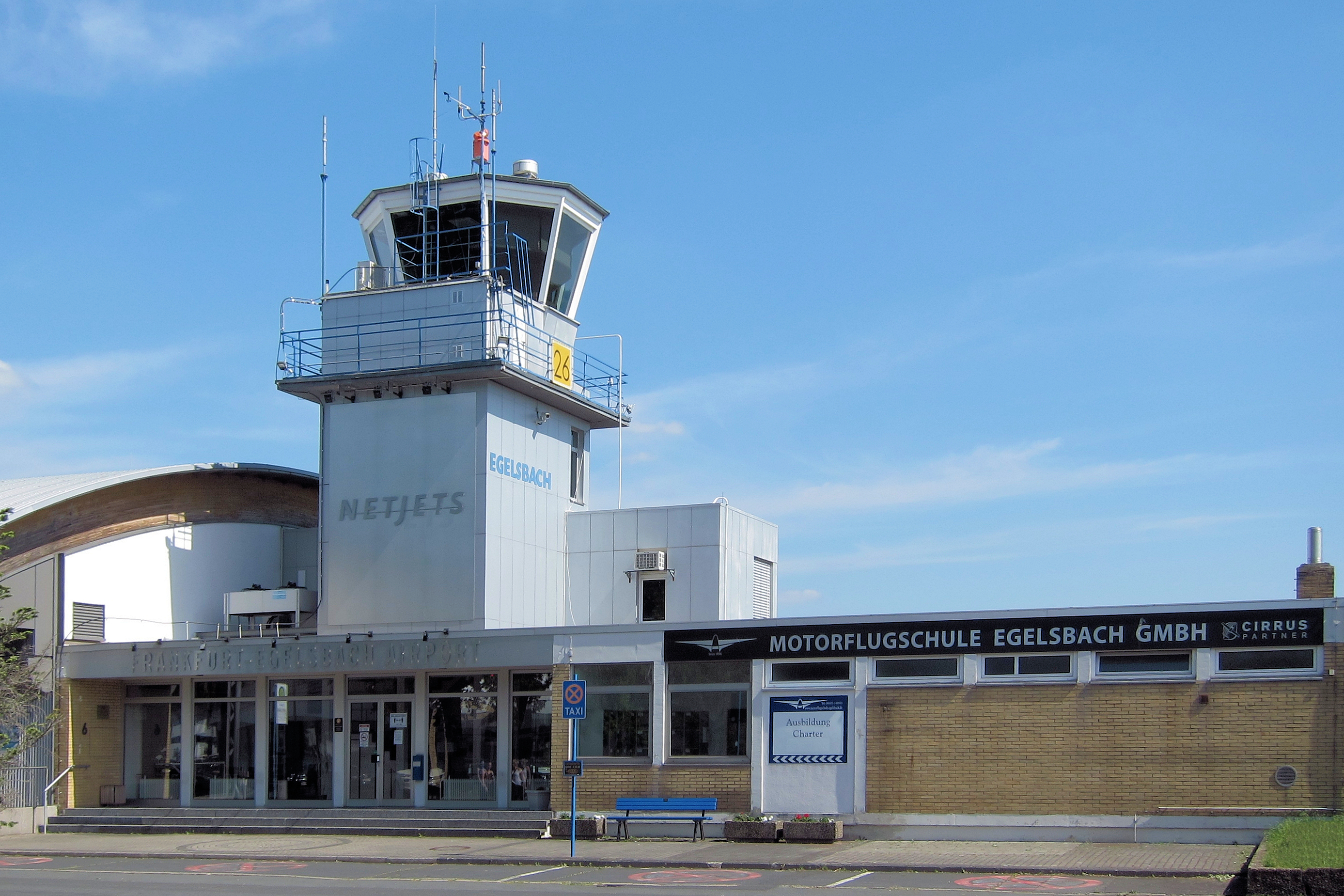
Tower des Flugplatzes Egelsbach, aufgenommen aus ähnlicher Perspektive wie in der Episode

Die Episode wurde überwiegend im Rhein-Main-Gebiet gedreht. Die Kulisse der Kanzlei von Dr. Renz befand sich im Hotel InterContinental Frankfurt. Die Szene vor dem Gefängnis wurde vor der damaligen Jugendarrestanstalt in Friedberg aufgenommen. Spätere Szenen wurden auf dem Flugplatz Egelsbach erstellt. Die Schlussszenen spielen im Eingangsbereich des Hotel Nassauer Hof Wiesbaden.